# 湖南网络工程职业学院
28°08′07″N 112°59′15″E / 28.135237°N 112.987518°E
湖南网络工程职业学院是位于湖南省长沙市天心区的一所公办高等职业学校，学校是由湖南广播电视大学校本部教育资源创办的高等职业技术学院。2003年7月经湖南省人民政府批准成立，属湖南省教育厅主办主管。
据2023年4月学校官网显示，学校开设19个专科专业；教师具有博士、硕士学历者360余人，有全日制在校生7100余人

## 校训
让学习伴随终身

## 脚注
1. ↑  "学校大门口那块石头上刻的"